# Eucnemesaurus
Eucnemesaurus („ještěr s dobrou holenní kostí“) byl rod bazálního sauropodomorfního dinosaura, možná stejného (synonymního) tvora jako byl Euskelosaurus. Nedávná studie Yatese (2006) však naznačuje, že jde o validní rod a možná synonym eluzivního rodu Aliwalia, považovaného původně za teropoda. Taxon je založen na neúplné kostře, včetně obratlů, kosti stydké, stehenní a dvou holenních (dobře zachovaných - odtud rodový název). Pozůstatky tohoto druhu pochází ze svrchnotriasových sedimentů souvrství Lower Elliot v Jihoafrické republice.

## Rozměry
Podle amerického badatele Gregoryho S. Paula měřil tento sauropodomorf asi 6 metrů na délku a vážil kolem 500 kilogramů. Podle paleontologa Thomase Holtze dosahoval tento dinosaurus hmotnosti nosorožce.